# Дисморфофобия
Дисморфофо́бия (от др.-греч. δυσ- приставка с отрицательным значением, μορφή — вид, наружность, φόβος — страх), также известная как дисморфофоби́ческое расстро́йство, или теле́сное дисморфи́ческое расстро́йство — психическое расстройство, при котором человек чрезмерно обеспокоен и занят незначительным дефектом и/или особенностью своего тела. Обычно начинается в молодом или подростковом возрасте. Частота встречаемости среди мужчин и женщин примерно одинакова, сопровождается высоким риском суицида по сравнению с другими расстройствами психики. Больные могут жаловаться на несколько определённых «дефектов», один «дефект», неопределённую особенность или внешний вид, при этом страдают важные стороны жизни больного — способность работать, нормально жить в обществе, обслуживать себя. Дисморфофобия не выделяется как отдельный диагноз в Международной классификации болезней десятого пересмотра (МКБ-10), а определяется как разновидность ипохондрического расстройства. В DSM-5 телесное дисморфическое расстройство определено как отдельное психическое расстройство в категории «обсессивно-компульсивные и связанные с ними расстройства». Сверхценная или бредовая дисморфофобия традиционно называется «дисморфоманией».

## Общие данные
Термин «дисморфофобия» (итал. dismorfofobia) введён в 1886 году итальянским психиатром и профессором Энрико Морселли. Дисморфофобия обычно выявляется у лиц, достаточно критически относящихся к своей внешности, несмотря на отсутствие значимых дефектов и на то, что окружающие не придают особой значимости или не замечают «дефекта».
Многие люди хотели бы что-то изменить или улучшить в своей внешности, однако люди, страдающие дисморфофобией и имеющие нормальную и привлекательную внешность, полагают, что они уродливы до такой степени, что избегают социальных контактов в опасении быть осмеянными. Зачастую они неохотно обращаются за помощью из-за стеснительности или боязни того, что их «не поймут». Женщины чаще обращаются за помощью, чем мужчины.
Часто окружающие воспринимают симптомы расстройства неправильно, считая их проявлением дурости и желания выделиться.
Дисморфофобии сочетают в себе обсессивный и компульсивный компоненты обсессивно-компульсивного синдрома (навязчивые мысли и действия). Больные могут часами смотреться в зеркало или, наоборот, избегать зеркал, думать о своей внешности длительное время в течение дня (не менее 1 часа, а обычно больше), а в серьёзных случаях настойчиво избегать социальных контактов и становиться отшельниками.
Исследование в Германии показало, что у 1—2 % населения имеется симптоматика дисморфофобии, указывающая умеренные признаки расстройства. Для них была характерна низкая самооценка из-за критического отношения к своему внешнему виду. Диагностировалось с одинаковой частотой среди мужчин и женщин и являлось причиной развития социофобии.
Phillips & Menard (2006) в проведённых исследованиях выяснили, что частота суицида была в 45 раз выше, чем в общей популяции США. Это в 2 раза больше, чем среди людей, страдающих депрессией, и в три раза больше, чем при биполярном расстройстве. Также была высказана связь между недиагностированной дисморфофобией и более высоким, чем в общей популяции, риском самоубийства среди людей, которые подверглись косметической операции. При гендерном несоответствии, то есть несовпадении психического и биологического пола, ускоряется развитие дисморфофобии, направленной на приписанный при рождении пол. Высокая коморбидность дисморфофобии и гендерной дисфории приводит к повышению риска попытки самоубийства до 20 %; тогда как для пациентов с только дисморфофобией она составляет 15 %.

## Коморбидность
Существует большая степень коморбидности с другими психическими расстройствами, что зачастую приводит к ошибочным диагнозам со стороны клинических врачей.
Исследования говорят о том, что около 76 % людей с дисморфофобией будут испытывать глубокую депрессию в какой-то момент жизни, и это значительно выше, чем ожидаемые 10—20 % среди общего/обычного населения.
Около 37 % людей с дисморфофобией будут также испытывать социальную фобию и около 32 % обсессивно-компульсивное расстройство.
Расстройства пищевого поведения, такие как нервная анорексия и нервная булимия, также иногда встречаются у людей с дисморфофобией, обычно у женщин, как и трихотилломания (навязчивое выдёргивание волос) и невротическая экскориация. «Мышечная дисморфия» (англ. muscle dysmorphia) в DSM-5 обозначается дополнительным спецификатором для указания подтипа телесного дисморфического расстройства, характеризующегося доминирующими навязчивыми мыслями о недостаточно развитой мускулатуре; встречается практически исключительно у мужчин. Согласно DSM-5, дисморфофобии часто сопутствует большое депрессивное расстройство, обсессивно-компульсивное расстройство, социальное тревожное расстройство и расстройства, связанные с употреблением психоактивных веществ.

## Диагностические критерии

### Диагностические критерии МКБ-10
Диагностические критерии МКБ-10 ипохондрического расстройства, к которому отнесена и дисморфофобия:
- Упорное убеждение о наличии не более чем двух серьёзных заболеваний в органах или системах организма, присутствующее как минимум 6 месяцев.
- Постоянная озабоченность возможностью или наличием тяжёлого прогрессирующего заболевания физической природы или уродства.
- Озабоченность убеждением в болезни вызывает постоянные страдания или социальную дезадаптацию в повседневной жизни, вынуждая пациента искать медицинского лечения или обследования.
- Упорные отказы принять врачебные заверения об отсутствии физических причин соматических симптомов.

### Диагностические критерии DSM-IV
Диагностические критерии телесного дисморфического расстройства в DSM-IV:
- Озабоченность предполагаемым дефектом во внешности. Если небольшой физический недостаток и присутствует, то ему уделяется чрезмерное внимание.
- Озабоченность вызывает клинически значимый дистресс или ухудшение в социальной, профессиональной или другой важной области функционирования.
- Озабоченность не может быть объяснена другим расстройством психики (например, неудовлетворённость формой и массой тела при нервной анорексии).

## Основные симптомы

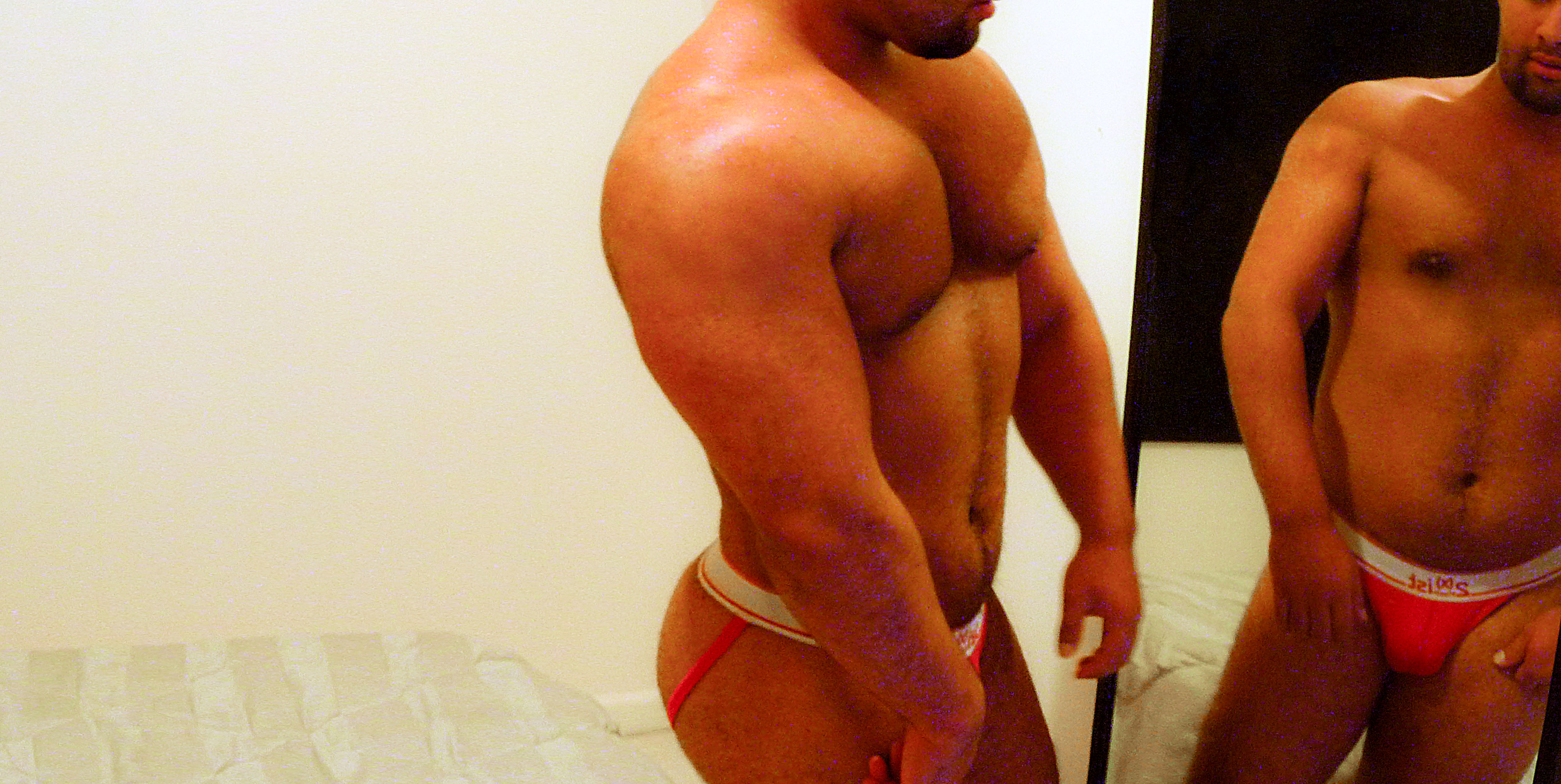
Создатель этой фотографии попытался воссоздать образ, как он видит себя в зеркале: «тощий, недоразвитый…, местами толстый»

Существует множество распространённых симптомов и моделей поведения, связанных с дисморфофобией.
Часто эти симптомы и поведения определяются природой кажущихся недостатков у страдающих дисморфофобией. Например, использование косметики наиболее распространено у лиц с кажущимися дефектами кожи; следовательно, многие страдающие дисморфофобией будут демонстрировать только несколько общих симптомов и поведения.
- Симптом зеркала — пациенты постоянно смотрятся в зеркало и другие отражающие поверхности, стараясь найти выгодный ракурс, в котором предполагаемый дефект не виден, и определить, какая именно коррекция «недостатка» необходима.
- Симптом фотографии — категорический отказ фотографироваться под разными предлогами, на самом деле страх того, что фото «увековечит уродство»; отказ от использования зеркал.
- Скоптофобия (от др.-греч. σκώπτω «высмеивать, вышучивать, дразнить») — страх показаться смешным в глазах окружающих в связи со своими мнимыми физическими недостатками[6]:950.
- Попытка скрывать предполагаемый дефект: например, используя косметику, нося мешковатую одежду и шляпы.
- Чрезмерный уход за внешностью: чистка кожи, причёсывание волос, выщипывание бровей, бритьё и т. д.
- Навязчивое касание кожи для ощупывания «дефекта».
- Выспрашивание родственников о «дефекте».
- Излишнее увлечение диетами и физическими упражнениями.
- Социальная депривация и коморбидная депрессия.
- Отказ совсем выходить из дома или выход только в определённое время, например ночью.
- Сниженные успехи в учебной деятельности (проблемы с оценками, проблемы с посещаемостью школы/колледжа).
- Проблемы с начинанием и поддержкой отношений — дружеских и личных.
- Злоупотребление алкоголем и/или лекарствами (часто как попытка самолечения).
- Тревога; возможные панические атаки.
- Симптомы глубокой депрессии.
- Постоянная низкая самооценка.
- Суицидальная идеация и социальная изолированность.
- Зависимость от других, например от партнёра, друга или родителей.
- Неспособность работать.
- Неспособность сосредотачиваться на работе из-за озабоченности своим видом.
- Ощущение неловкости в обществе, подозрения, что другие замечают «дефект» и дразнят его.
- Сравнение своего внешнего вида или отдельных частей тела с кумиром, указание на это родственникам.
- Использование методов отвлечения: попытка отвлечь внимание от «дефекта», нося экстравагантную одежду или бросающиеся в глаза драгоценности.
- Навязчивый поиск информации: чтение книг, газетных статей и веб-сайтов, которые имеют отношение к «дефекту» (например: облысение или диета и упражнения).
- Желание исправить дефект с помощью пластической хирургии, многократные пластические операции, которые не приносят желаемого удовлетворения.
- В крайних случаях пациенты пытались сами сделать себе пластику или вставить имплантаты, что относится к проявлению синдрома Ван Гога, некоторыми исследователями включаемого в рамки синдрома дисморфофобии. Возможны попытки удалить «дефект» самостоятельно, например, ножом, когда в роли дефекта выступает родимое пятно или другая особенность нормальной кожи.

## Наиболее частые локализации «дефектов»
В исследовании, выполненном д-ром Кэтрин Филипс, участвовало более чем 500 пациентов, вот в каком порядке распределились места «дефектов»:
| - Кожа (73 %) - Волосы (56 %) - Нос (37 %) - Вес (22 %) - Живот (22 %) - Груди/грудь/соски (21 %) - Глаза (20 %) - Бёдра (20 %) - Зубы (20 %) - Ноги (в целом) (18 %) - Строение тела / структура костей (16 %) - Уродливое лицо (14 %) - Размер/форма лица (12 %) - Губы (12 %) - Ягодицы (12 %) - Подбородок (11 %) - Брови (11 %) - Уши (9 %) - Рука/запястье (9 %) | - Талия (9 %) - Гениталии (8 %) - Щеки/скулы (8 %) - Икры (8 %) - Рост (7 %) - Форма/размер головы (6 %) - Лоб (6 %) - Ступни ног (6 %) - Кисти рук (6 %) - Челюсть (6 %) - Рот (6 %) - Спина (6 %) - Пальцы (5 %) - Шея (5 %) - Плечи (3 %) - Колени (3 %) - Пальцы ног (3 %) - Лодыжки (2 %) - Лицевая мускулатура (1 %) |

Довольно часто встречались пациенты, у которых «дефекты» обнаруживались в нескольких местах.

## Этиология (причины заболевания)
Дисморфофобии обычно развиваются в юношеском возрасте, когда отношение к своей внешности наиболее значимо. Многие довольно длительное время страдают от болезни, перед тем как обратиться к психиатрам. При обращении к специалистам у них обнаруживаются симптомы депрессии, социальной фобии, обсессивно-компульсивного расстройства, сексуальной травмы, психотравмы (комплексное посттравматическое стрессовое расстройство), однако истинная симптоматика дисморфофобии уходит на второй план. Большинство из них уверены, что их представление о собственном внешнем виде соответствует действительности. Также дисморфофобия распространена при нарциссической травме или нарциссической депрессии.
Истинная причина развития дисморфофобии неясна. Скорее всего, причины многофакторны.

### Биологические/генетические
- Нарушение обмена нейромедиаторов — низкий уровень серотонина, скорее всего наследственного характера. Эта теория поддерживается тем фактом, что многие пациенты положительно реагируют на селективные ингибиторы обратного захвата серотонина (СИОЗС)[источник не указан 2177 дней] — класс антидепрессантов, позволяющих большему количеству серотонина быть легко доступным для других нервных клеток. Однако есть случаи, когда симптомы только ухудшаются от применения СИОЗС. Предполагается, что дисбаланс других нейромедиаторов, таких как дофамин и гамма-аминомасляная кислота, также может быть фактором, способствующим развитию болезни[источник не указан 2177 дней].
- Обсессивно-компульсивное расстройство (ОКР) — дисморфофобия часто встречается при ОКР, когда больные неудержимо следуют ритуалам, которые могут изменять их жизнь. Наличие генетической предрасположенности или ОКР в анамнезе могут повышать шанс развития дисморфофобии.
- Генерализованное тревожное расстройство — дисморфофобия может быть коморбидна генерализованному тревожному расстройству. При этом присутствует чрезмерное волнение по многочисленным поводам, в том числе по поводу физического недостатка, что нарушает нормальную жизнь больного.
- Генетическая предрасположенность: было выдвинуто предположение, что определённые гены могут делать человека более предрасположенным к развитию дисморфофобии. Эта теория поддерживается тем фактом, что приблизительно 20 % людей с заболеванием имеют как минимум одного родственника первой степени (родителя, ребёнка или брата/сестру), кто также имеет это расстройство. Хотя не ясно, генетические ли это факторы или факторы, обусловленные окружающими условиями (то есть скорее приобретённые черты, чем врождённые, зависящие от генов). Исследования личностной психологии на близнецах говорят, что на большинство психических расстройств (если не на все) оказывает влияние (по крайней мере до некоторой степени) генетика и нейробиология. Однако не существует подобных исследований, проведённых конкретно для дисморфофобии.
- Участки мозга: следующая биологически основанная гипотеза по поводу развития дисморфофобии — это возможные аномалии в определённых участках мозга. Исследования, основанные на магнитно-резонансной томографии (МРТ), обнаружили, что люди с дисморфофобией могут иметь аномалии в участках мозга, похожие на те, которые обнаруживались при обсессивно-компульсивном расстройстве. Также возможны нарушения в верхней теменной дольке (ВТД, Superior parietal lobule) и её связи с задней долькой островка (см. островковая доля) в соответствующих областях, куда должны отсылаться сигналы для частей тела от образа тела [возможно, это ошибка редактора и вернее – схемы тела], поддерживаемого ВТД, что также может влиять на предпочтение внешности сексуальных партнёров, вплоть до отсутствия конечностей.[8]
- Обработка зрительной информации: в то время как некоторые полагают, что дисморфофобия вызывается искажённым восприятием человека своей действительной внешности, другие выдвинули гипотезу, что люди с этим расстройством на самом деле имеют проблемы с обработкой зрительной информации. Эта теория поддерживается тем фактом, что те люди, которые лечились с помощью селективных ингибиторов обратного захвата серотонина, часто сообщают, что их недостаток прошёл — что они больше не видят его[источник не указан 2177 дней]. Скорее, это связано с улучшением прохождения сигналов к и их обработки в зрительной, соматосенсорной и ассоциативной коре (см. «Участки мозга» выше).

### Психологические
- Дразнение или критика: было выдвинуто предположение, что дразнение или критика относительно внешности могли способствовать началу дисморфофобии. Хотя маловероятно, что дразнение вызывает дисморфофобию, так как большинство людей дразнили в какой-то момент их жизни, тем не менее это может действовать как спусковой крючок для людей, которые генетически предрасположены к дисморфофобии. Приблизительно 60 % людей с дисморфофобией сообщают, что их часто или постоянно дразнили в детстве.
- Стиль/манера воспитания: так же, как и дразнение, стиль воспитания может способствовать началу дисморфофобии. Например, случаи, когда родители людей придают чрезмерное значение эстетичной наружности, делают чрезмерное ударение на этом, будто эстетичная наружность — самая важная вещь в жизни. Это может подействовать как спусковой крючок для тех, у кого есть генетическая предрасположенность.
- Нарциссическая травма/нарциссическая депрессия: «Проводя феноменологическую интерпретацию данного синдрома — дисморфофобии (болезненных мыслей о воображаемом или чрезвычайно переоцениваемом физическом уродстве), В. Finkelstein (1963) объясняет ее как результат подсознательных конфликтов, … , этот же автор говорит о дисморфофобии как о вторичном нарциссизме с сильно выраженным супер-Эго.»
- Другие жизненные события: многие другие жизненные события могут действовать как спусковой крючок для дисморфофобии, например пренебрежение/игнорирование, физическая и/или сексуальная травма, чувство небезопасности и отвергание, соответственно, дисморфофобия может быть «вторичной выгодой» в виде изоляции, социофобии (как ответ на непроработанную психотравму и защита от её возможного повторения).

### Факторы, относящиеся к окружающей среде
- Медиа: была выдвинута теория, что воздействие со стороны средств массовой информации может способствовать развитию дисморфофобии, например эффектные/гламурные модели и подразумеваемая необходимость эстетической красоты. Дисморфофобия, однако, встречается во всех странах, включая изолированные области, где доступ к средствам массовой информации ограничен или вовсе отсутствует. Таким образом, маловероятно, что воздействие СМИ является причиной дисморфофобии, однако они могут действовать как спусковой крючок для имеющих генетическую предрасположенность или могут усугублять существующие симптомы дисморфофобии.

### Особенности характера / личностные свойства
Определённые черты личности могут сделать более вероятным развитие дисморфофобии.
К личностным чертам, которые, как было предположено, являются способствующими факторами, относятся:
- Перфекционизм;
- Застенчивость;
- Интроверсия;
- Чувствительность к непринятию/отвержению или критике;
- Неуверенность;
- Избегающие черты личности / неконтактность;
- Невротизм

Так как личностные свойства у людей с дисморфофобией варьируются достаточно значительно, маловероятно, что они являются прямыми причинами дисморфофобии. Однако, как и в случае с психологическими факторами и факторами окружающей среды, они могут действовать как спусковые крючки для тех людей, которые уже имеют генетическую предрасположенность к развитию расстройства, поэтому все эти личностные черты могут быть симптоматикой нарциссической травмы или депрессии.

## Потеря трудоспособности
Встречаются как лёгкие формы болезни, так и тяжёлые, приводящие к нарушению социального функционирования и невозможности выполнять профессиональные обязанности. Близкие и сослуживцы также страдают от проявлений болезни.
Большую часть времени люди с синдромом дисморфофобии находятся в подавленном настроении.

## Прогноз
Большинство пациентов перед обращением к психологу или психиатру неоднократно обращаются к дерматологам и пластическим хирургам, однако это не приносит им облегчения. При своевременном и адекватном лечении прогноз благоприятный для большинства больных, у части больных отмечаются рецидивы, у части больных заболевание характеризуется хроническим течением. При отсутствии лечения симптомы болезни сохраняются.

## Распространённость
Исследования показали, что дисморфофобия встречается у 0,7 % — 1,1 % людей и в 2 % — 13 % недиагностированных случаев. 13 % больных, находящихся в психиатрических больницах, имели симптомы дисморфофобии.
Некоторые больные с диагностированным обсессивно-компульсивным расстройством страдали и от дисморфофобии.
В проведённых исследованиях выявлено, что зачастую наличие синдрома остаётся недиагностированным.

## Лечение
В исследованиях было показано, что психодинамические модели не работают при дисморфофобии. Однако использование когнитивно-бихевиоральной психотерапии оказалось эффективным. В исследовании 54 пациентов с дисморфофобией, части из которых (рандомизированно) проводилась психотерапия, был отмечен существенный эффект (в 82 % случаев после лечения и в 77 % при длительном наблюдении).
Лекарственное лечение — антидепрессанты.
В исследованиях 74 пациентов в рандомизированном, двойном слепом исследовании после 12 недель было зарегистрировано, что 53 % больных, получавших флуоксетин, отметили улучшение.
Без лечения дисморфофобия принимает хроническое течение и может продолжаться всю жизнь, являясь причиной социальной дезадаптации.
Важно указать, что дисморфофобия может быть «вторичной выгодой» в виде изоляции, социофобии (как ответ на непроработанную психотравму и защита от её возможного повторения), поэтому важно разобрать возможные сексуальные психотравмы, комплексное посттравматическое расстройство (к-ПТСР). Часто дисморфофобия есть при нарциссической травме / нарциссической депрессии.